# Smyrna (Caroline du Sud)
Pour les articles homonymes, voir Smyrna.
Smyrna est une ville située dans les comtés de Cherokee et de York, dans l’État de Caroline du Sud, aux États-Unis. Lors du recensement de 2020, elle comptait 55 habitants.